# El català de La Manxa (Santiago Rusiñol)
El català de La Manxa és un sainet de costums financers en un acte de Santiago Rusiñol, estrenat al Teatre Español, el dia 6 de desembre de 1918, sota la direcció Jaume Borràs.

## Repartiment de l'estrena
- El Català: Jaume Borràs
- Maria: Maria Vila
- Joanet: Pius Daví
- El cafeter: August Barbosa
- Encarnació: Montserrat Faura
- Nati: J. Valero
- Hostaler: Vicenç Daroqui
- Faustiono: Guillem Aróstegui
- Sr. Alcalde: Andreu Guixer
- Fracuelo. Avel·lí Galceran
- Don Juan Antonio Ruiz i Perez de Castroviejo: Enric Guitar
- Sra. Dionisia. Antònia Baró
- El vicari : F. Tresols
- Oradors : Gastò A. Màntua i N. Llonch
- Agutzil: Ll. Alcalá
- Isidro: J. Flaquer
- Agustí: R. García
- Repratiat :Ll. Carbonell
- Bandurristes: J. Bonet, R. Soler
- Joves: Ll. Carbonell i R. Soler
- La minyona: Fortuny
- Noies: F. Lliteras, T. Vinyals i G. Valero